# 島子村
島子村（しまごむら）は熊本県の天草諸島、天草上島に存在していた村。

## 歴史
- 1889年（明治22年）4月1日 - 町村制の施行に伴い、大島子村、小島子村が合併し成立。
- 1956年（昭和31年）6月1日 - 島子村が楠甫村・大浦村・須子村・赤崎村・上津浦村・下津浦村と合併して有明村が発足。